# Executeur

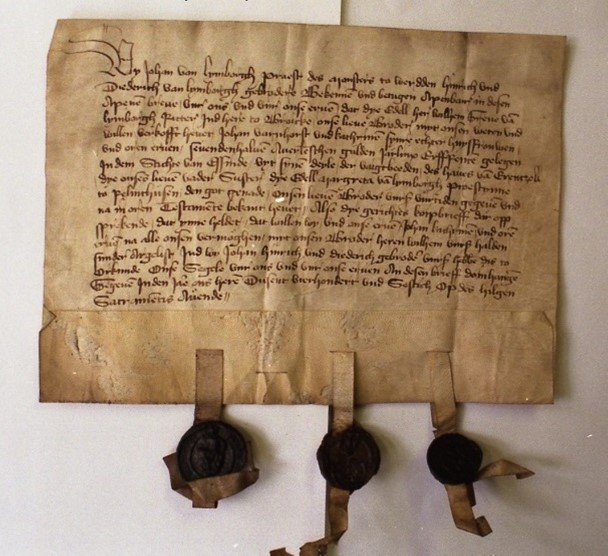
Oorkonde uit 1460 waar proost Johan van Limburg wordt benoemd als executeur testamentair van tante Margretha van Limburg proosdis van Rellinghausen.

Een executeur is in het Nederlands erfrecht degene die door een erflater bij testament kan worden benoemd om na overlijden bepaalde taken uit te voeren in de eerste fase van de afwikkeling van de nalatenschap. De aangewezen (rechts-)persoon is niet verplicht de functie te aanvaarden. Na overlijden zijn de erfgenamen automatisch opvolgend eigenaar van de nalatenschap en de gewone erfrechtelijk executeur - de beheersexecuteur - voert samen met hen, of als hun vertegenwoordiger, de bij wet en testament vastgelegde opgaven uit. Er moet worden begonnen met inventarisatie van de nalatenschap en het opmaken van een deugdelijke boedelbeschrijving. Verder ligt de wettelijke focus op beschermend beheer van de nalatenschap en voldoening van direct opeisbare schulden. Op grond van de Successiewet is de executeur ook verantwoordelijk voor aangifte en voldoening van de erfbelasting.
De executeur mag nalatenschapsgoederen verkopen als er geld nodig is om schulden te voldoen of als een zorgvuldig beheer van de nalatenschap dat meebrengt. Dat is een situatieve bevoegdheid. In alle andere gevallen mag een executeur niet verkopen, ongeacht wat er in het testament staat. De wet gaat hier namelijk voor. Sinds invoer van het huidige erfrecht in 2003 werkt de executeur niet meer in naam of het belang van overledene en is het niet zijn taak het testament uit te voeren en de hele erfenis af te wikkelen. Dat geldt ook voor testamenten en codicillen die zijn opgemaakt vóor 2003. De executeur werkt in naam van de gezamenlijke erfgenamen en in hun belang, ook tegenover schuldeisers.  Zodra alle schulden zijn voldaan, of erfgenamen voldoende middelen ter beschikking stellen om de schulden te voldoen, vervallen de bijzondere bevoegdheden van een executeur en moet rekening en verantwoording aan de erfgenamen worden afgelegd. De beloning van de executeur is volgens de wet 1% van de waarde van de nalatenschap bij overlijden, bij testament kan een hogere, lagere, of geen beloning worden bepaald.
Voor uitoefening van het beroep van executeur geeft het erfrecht geen regels. Het beroepsmatig aanbieden van dienstverlening als beheersexecuteur (tweesterrenexecuteur) of executeur-bewindvoerder (driesterrenexecuteur) omvat veelal individueel vermogensbeheer en valt als zodanig onder de Wet op het financieel toezicht. Daar gelden eisen voor vakbekaamheid en er bestaat een vergunningsplicht.
In België bestaat een enigszins vergelijkbare rechtsfiguur, de testamentuitvoerder, deze heeft als hoofdtaak de uitvoering van het testament volgens de wil van de testator na diens overlijden te bewaken.

De wettelijke regels zijn gegeven in het Burgerlijk Wetboek, voor België de artikelen 1025 - 1034, voor Nederland de artikelen 4:142 - 4:153 BW. Zowel de regels als de betekenis van bepaalde begrippen verschillen in beide landen wezenlijk van elkaar.

## Wat hoort niet tot de taken en bevoegdheden van een executeur
Het is een veel voorkomend misverstand, dat een executeur als taak heeft in naam van overledene diens wensen in het testament uit te voeren en de hele erfenis af te wikkelen. Onder het oude erfrecht bestond voor erflater de mogelijkheid bij testament of codicil een uitvoerder van zijn laatste wilsbeschikkingen aan te stellen, de testamentuitvoerder of exécuteur testamentair. In de huidige wetgeving, ingevoerd op 1 januari 2003, zijn deze bevoegdheden komen te vervallen. De nieuwe taken en bevoegdheden van de executeur verschillen van de oude, daaronder valt niet langer de uitvoer van het testament, dat ligt uitsluitend in handen van de erfgenaam of gezamenlijke erfgenamen. Zij gelden voor de wet als rechtsopvolgers van overledene en hebben van rechtswege alle eigendomsrechten verworven (art. 4:182 - 4:184 BW).
Het regelen van de uitvaart hoort evenmin tot het takenpakket van de executeur omdat het lichaam van overledene niet tot de nalatenschap behoort en de Wet op de lijkbezorging voorschrijft dat de wensen van overledene moeten worden gevolgd, niet die van een derde. Onder het oude erfrecht moest de executeur als vertrouwenspersoon van erflater de bepalingen in het testament uitvoeren, deze bevoegdheid is in het huidige erfrecht afgeschaft. Buiten de erfgenamen is niemand algemeen bevoegd, of door overledene bij testament bevoegd te maken, de uiterste wilsbeschikkingen uit te voeren.  
Ook is er niemand die toezicht houdt of mag houden op de manier waarop de gezamenlijke erfgenamen omgaan met bepalingen in een testament. Zelfs als er in het testament aanwijzingen worden gegeven, deze zijn niet rechtsgeldig.  
Verder bestaan er voor de erfrechtelijk executeur geen bevoegdheden in de fase van de verdeling, deze liggen uitsluitend bij de erfgenamen gezamenlijk, of bij de rechter, op vordering van een of meer erfgenamen of testamentair bewindvoerder. De bevoegdheid te verdelen kan ook niet met dwingend erfrechtelijke werking bij testament aan een executeur of bewindvoerder worden toegekend omdat de wet geen uiterste wilsbeschikking kent die dat mogelijk maakt. Een executeur mag daarom in geen enkele situatie verdelen, tenzij alle erfgenamen daar vooraf schriftelijk mee akkoord zijn gegaan. Dat geldt ook voor benoemingen in testament of codicil van vóór 2003. Deze hoofdregel uit het erfrecht geldt ook indien de executeur bij testament tevens als afwikkelingsbewindvoerder is benoemd, de zogenaamde driesterrenexecuteur, omdat de wet ook deze variant niet kent en de wet voorgaat op het testament. Erfgenamen mogen dit accepteren maar moeten dat niet. Verdeelt een executeur onbevoegd, kunnen overeenkomsten, overdrachten en registraties ongeldig zijn als niet alle erfgenamen alsnog akkoord gaan, derdenbescherming door goede trouw is in dat geval niet mogelijk.
Binnen het notariaat en door beroepsmatig executeurs wordt breed gesteld, dat verdelen door de executeur wel mogelijk zou zijn wanneer hij bij testament tevens als bewindvoerder is benoemd en expliciet de bevoegdheid tot verdeling heeft gekregen. Deze testamentaire regeling wordt vaak geadviseerd om in te stellen voor de langstlevende echtgenoot, de notaris noemt dat quasi-wettelijke verdeling. Ook dit geldt echter alleen als alle erfgenamen daar vrijwillig mee akkoord gaan, ze kunnen er niet toe gedwongen worden verdelingshandelingen van een executeur of bewindvoerder te accepteren. In een testament kan wel een bewind over (delen van) de nalatenschap worden ingesteld en kunnen  andere bevoegdheden en verplichtingen aan de bewindvoerder worden toegekend dan in de wet staan, maar de testamentaire bevoegdheden moeten binnen de rechtsfiguur bewind passen en dat is het beheren van vermogen.

## Hoofdtaken executeur
Hoofdtaken van de normale executeur, dat is de beheersexecuteur, zijn het inventariseren van de bezittingen en schulden (opmaken boedelbeschrijving), het beheer van de nalatenschap, daaronder het opzeggen van verplichtingen en innen van vorderingen en verzekeringsuitkeringen; voldoen van direct-opeisbare schulden van de nalatenschap, waaronder legaten, in de volgorde die de wet geeft, het doen van belastingaangiften en zorgdragen voor betaling van de aanslagen. In dat kader is een executeur bevoegd zelfstandig juridisch te 'beschikken', aldus vaste jurisprudentie van de Hoge Raad, daarbuiten is toestemming van alle erfgenamen nodig (art.3:182 BW). Handelt een executeur buiten de wettelijke bevoegdheden, of opgelegde testamentaire lasten, zijn de verrichtte handelingen nietig of vernietigbaar, ook al staat de bevoegdheid in een testament.
De wet biedt de mogelijkheid een executeur te benoemen met en zonder beheersbevoegdheid. Een beheersexecuteur is binnen het wettelijk takenpakket zelfstandig bevoegd de erfgenamen in en buiten rechte te vertegenwoordigen (art. 4:145 lid 2 BW) en mag goederen verkopen als er geld nodig is om schulden te voldoen of als het nodig is voor beschermend beheer van het vermogen. Bij het te gelde maken van goederen om schulden te voldoen kan in  het testament worden bepaald of de executeur moet overleggen met de erfgenamen, hun toestemming nodig heeft en/of een beslissing van de Kantonrechter moet afwachten, dan wel zelfstandig mag werken (art. 4:147 BW). Verkrijgen erfgenamen een nalatenschap met de benoeming van een executeur, brengt dat dus beperkingen mee op hun rechten uit eigendom, bezit of houderschap. Het gaat hier om een Europees grondrecht dat alleen ingeperkt mag worden door de nationale wetgever in het algemeen belang (art. 1 EP EVRM). Dat is hier het belang dat schuldeisers van overledenen hebben bij naleving van erfrechtelijke verplichtingen, het overheidsbelang betaling van belastingen te verzekeren en de bescherming van erfgenamen tegen uitwinning van de boedel door schuldeisers. Rechten van nalatenschapsschuldeisers moeten volgens de Europese Erfrechtverordening (EEV) middels nationale wetgeving worden gegarandeerd. De wettelijk toegekende bevoegdheden van de executeur, die een beperking op de eigendomsrechten van erfgenamen meebrengen, kunnen daarom bij testament niet worden verruimd, alleen beperkt. Wel kunnen aan de executeur testamentaire lasten worden opgelegd. Ook kunnen meerdere executeurs worden benoemd. 
Een beheersexecuteur mag op grond van het vermogensrecht alle (rechts)handelingen verrichten die nodig zijn voor de normale exploitatie van het nalatenschap vermogen met als doel dit zoveel mogelijk in stand te houden. Dit is een zogenaamde situatieve bevoegdheid: er gelden geen algemene regels als "de executeur mag de inboedel verkopen" maar "als een zorgvuldig, beschermend beheer dat meebrengt, mag (en moet) de executeur de inboedel van het bedrijf verkopen". De situatie bij een bepaalde nalatenschap en de gegeven specifieke omstandigheden van het geval bepalen dus de omvang van de bevoegdheden die rechtsgeldig door executeur en erfgenamen kunnen worden uitgeoefend. Zit er een bedrijf of een portefeuille met internationaal vastgoed in de erfenis, mag en moet een executeur veel meer dan bij een nalatenschap met huurwoning, auto en spaargeld. Elke erfgenaam mag naast de executeur zelfstandig handelingen verrichten nodig voor het eenvoudig dagelijks onderhoud en behoud van de nalatenschapsgoederen en handelingen die geen uitstel kunnen lijden (art. 3:182 B.W.). 
Zijn alle schulden voldaan is de executeur klaar met het werk en vervallen de bijzondere bevoegdheden tot beheer en vertegenwoordiging. De executeur moet rekening en verantwoording afleggen op een manier die voor de erfgenamen inzichtelijk maakt wat de uitgaven en inkomsten waren, wat is gedaan, waarom en door wie. De taak is volledig afgerond na decharge van de erfgenamen, dan vindt in de regel voldoening van het loon plaats. Een geschil over de beloning kan aan de kantonrechter worden voorgelegd.
Een overgangswet regelt hoe moet worden omgegaan met een testament of codicil opgesteld vóór 2003 en overlijden er na, hoofdregel is dat per 1 januari 2003 nieuw recht wordt toegepast. Een bepaling naar oud recht die de bevoegdheid tot bezit aan de testamentuitvoerder toekent wordt omgezet naar de bevoegdheid tot beheer (art. 133 Overgangswet), een testamentuitvoerder naar oud recht die bij testament extra bevoegdheden als boedelberedderaar kreeg, moet worden omgezet naar een beheersexecuteur van het huidige recht. Verschillen regels in een testament van wettelijke regels, gaan wettelijke regels van dwingend recht vóór de bepalingen in een testament en gaan bepalingen in een testament vóór wettelijke regels van aanvullend recht.

### Testamentaire lasten
De bevoegdheden voor de executeur kunnen bij testament worden beperkt maar niet worden uitgebreid. Wel kunnen aan een executeur testamentaire lasten worden opgelegd, deze moeten voor zover mogelijk worden uitgevoerd. Zijn aan de executeur lasten opgelegd rusten deze ook op de erfgenamen, tenzij bij uiterste wilsbeschikking anders is bepaald (art. 4:130 BW). Lasten mogen erfgenamen niet belemmeren in de uitoefening van bevoegdheden die ze krachtens het erfrecht hebben (art.4:4 BW) en mogen niet in strijd zijn met de openbare orde, de goede zeden en dwingend recht (art.4:44, 45 BW). Is een executeur benoemd om de enkele reden dat deze een ongeoorloofde last zal uitvoeren, is de executeursbenoeming nietig (art. 4:45 lid 1, tweede volzin BW). Een last die de executeur opdraagt de nalatenschap op een bepaalde manier te verdelen en in dat kader goederen en zaken te vervreemden en over te dragen, zonder dat dit nodig is voor de voldoening van schulden of voor een zorgvuldig beheer van de nalatenschap, moet voor nietig worden gehouden omdat op grond van het vermogensrecht alleen de gezamenlijke erfgenamen deze rechten toekomen en de wet voorschrijft dat deze rechten hen niet mogen worden ontnomen (art. 4:45 lid 2 BW). Het inroepen van de nietigheid van specifieke bepalingen in een testament kan vormvrij, accepteren executeur en andere erfgenamen dat niet moet een oordeel van de rechter worden gevraagd. Als een legitimaris een erfdeel verwerpt van een nalatenschap waar een executeur met een last is aangesteld en een beroep doet op de legitieme portie, wordt daarop niets in mindering gebracht (art. 4:72 en 4:73 BW).

### Hoofdregels handelwijze executeur
Algemene regel voor de  handelwijze van een testamentair executeur is, dat het werk moet worden verricht zoals het een goed executeur betaamt, gebeurt dat niet is hij onder omstandigheden aansprakelijk te houden. Deze norm sluit aan bij de norm "met de zorg van een goed huisvader". Verder moet een executeur met zijn handelen binnen de wettelijke bevoegdheden blijven. Verkoop van goederen is alleen rechtsgeldig als er geld nodig is om schulden te voldoen, andere beschikkingshandelingen zijn rechtsgeldig als de executeur dat naar objectieve maatstaven nodig vindt voor een zorgvuldig beheer van de nalatenschap, in alle andere gevallen is toestemming en medewerking van alle erfgenamen vereist. Of beschikkingsbevoegdheid bestaat moet steeds beoordeeld worden naar de omstandigheden van het concrete geval. Een executeur heeft veelal beleidsvrijheid bij het maken van keuzes (discretionaire bevoegdheid) maar beslissingen moeten redelijk zijn, in verhouding tot de gediende belangen staan en het werk moet worden uitgevoerd met 'de zorg van een goed executeur'. Er kan dus niet naar eigen inzicht worden gehandeld. Zijn in een testament voor de executeur taken en bevoegdheden opgenomen die de rechten van erfgenamen en schuldeisers direct of indirect verder inperken dan de wet toelaat, mag een executeur er alleen gebruik van maken voor zover de eigendomsrechten van de erfgenamen niet verder worden ingeperkt dan nodig voor het vervullen van de opgaven en taken die de wet noemt (artt. 4:4, 4:44 en 4:45 jo 4:182 BW). Maakt een executeur gebruik van buitenwettelijke bevoegdheden en is een erfgenaam het daar niet mee eens, kan een beroep op de nietigheid van de rechtshandeling worden gedaan, zo nodig bij de rechtbank een verklaring van recht gevraagd, of vernietiging worden gevraagd, afhankelijk van de testamentaire bepaling waarmee mogelijk strijdigheid bestaat.
Een bekend voorbeeld van een testamentaire bepaling die de eigendomsrechten van erfgenamen in het algemeen verder inperkt dan de wet toelaat, is toekenning aan een executeur of bewindvoerder van de bevoegdheid de nalatenschap te verdelen zonder medeweten en toestemming van de erfgenamen, ook tegen hun wil. De wet kent geen uiterste wilsbeschikking die dit mogelijk maakt, dus op deze manier kan erfgenamen niet rechtsgeldig de zeggenschap worden ontnomen die hen als mede-eigenaar van de nalatenschap direct bij overlijden toekomt. Een testamentaire last mag niet ingaan tegen dwingend recht zoals het grondrecht op ongestoord genot van eigendom. De wet staat wel toe dat een testamentair bewindvoerder zelfstandig een vordering tot verdeling bij de rechtbank mag instellen (art. 4:170 lid 1 BW) of met toestemming van rechthebbende(n) of plaatsvervangende machtiging van de Kantonrechter mag meewerken aan de verdeling (art. 4:170 lid 2 BW). Ook kunnen bevoegdheden en verplichtingen van een executeur-bewindvoerder bij testament worden aangepast aan de individuele situatie (art. 4:171 BW), maar deze mogen niet buiten de bevoegdheden en verplichtingen uitgaan die de wet voor de ingestelde bewindsvorm geeft.
Wordt door een erfgenaam beneficiair aanvaard, moet de executeur terugtreden tenzij kan worden aangetoond dat er ruim voldoende middelen zijn om de schulden te voldoen (artikel 4:149 lid 1 sub d BW en art. 4:202 lid 1 sub a BW). Blijken er meer schulden dan baten te zijn moet door de erfgenamen vereffend worden, een procedure enigszins vergelijkbaar met de afwikkeling van een faillissement (afdeling 4.6.3 BW), met het principiële verschil dat erfgenamen geen verantwoordelijk dragen voor het ontstaan van de onevenwichtige schuldenlast. 

## Speelruimte toekenning bevoegdheden door erflater
In Nederland gaan bezittingen en schulden direct bij overlijden over van erflater op de wettelijke of testamentaire erfgenamen, zij volgen hem onder algemene titel op in diens rechtspositie (art. 4:182 BW). Ze worden gezamenlijk eigenaar van de onverdeelde erfgemeenschap, zowel het positieve als negatieve vermogen, ze zijn van begin af aan verantwoordelijk voor het beheer, waaronder de voldoening van schulden en het innen van vorderingen, het verdeelklaar maken en de verdeling. In Nederland valt een nalatenschap dus niet open, zoals in common law landen, de overgang van vermogen  vindt naadloos plaats, zonder tussenstap of formaliteiten. De erfgenamen moeten alles gezamenlijk regelen en mogen over beschikkingshandelingen die buiten het eenvoudig dagelijks onderhoud vallen, alleen bij unanimiteit beslissen. Op basis van hetgeen in een testament is bepaald, kunnen erfgenamen nadere verplichtingen of rechten hebben. Wordt bij testament een executeur benoemd, heeft deze op grond van het erfrecht bepaalde bevoegdheden in de eerste fase van de afwikkeling die normaal gesproken uitsluitend aan de erfgenamen gezamenlijk toekomen.
Er bestaat geen enkele verplichting een executeur te benoemen, een testamentmaker heeft de vrijheid dat te doen, bij notariële of onderhandse akte. Tot 2003 kon dat ook bij codicil, deze benoemingen blijven na 2003 geldig maar worden omgezet in de status van executeur (art. 79 Overgangswet), of beheersexecuteur naar huidig recht. Een erflater kan bevoegdheden, taken en verplichtingen van de executeur binnen het wettelijk kader zelf bepalen, als dat niet gebeurt gelden de algemene wettelijke regels van artikel 4:142 e.v. BW.
De executeur heeft als algemene wettelijke taken de goederen van de nalatenschap te beheren en direct opeisbare schulden te voldoen. Voor vervulling van de beheerstaak heeft een executeur de bijzondere bevoegdheid de erfgenamen in en buiten rechte te mogen vertegenwoordigen, dit is een bevoegdheid op grond van het verbintenissenrecht en wordt daarom een privatieve bevoegdheid genoemd (art. 4:144 lid 1 en 145 BW), de bevoegdheid geldt niet absoluut in alle omstandigheden tegenover iedereen, maar alleen in de betreffende situatie of overeenkomst waar de bevoegdheid is gebruikt. Er is dus geen sprake van overdracht van rechten van erfgenamen op de executeur op grond van het goederenrecht, waardoor wel absolute rechten ontstaan. De eigendomsrechten van erfgenamen veranderen door een benoeming van een beheersexecuteur dus niet, wel moeten ze dulden dat er in het algemeen belang van het voldoen van de schulden van erflater, een inperking op de uitoefening van hun eigendomsrechten plaatsvindt, in zover en voor zolang het algemeen belang dat vordert. De bevoegdheid moet steeds zo beperkt als strikt noodzakelijk worden ingezet. Erflater kan ook een executeur aanstellen zonder (een van) deze taken. Belangrijkste verplichtingen van de executeur zijn het inventariseren van de nalatenschap, het aan de hand daarvan opmaken van een boedelbeschrijving met taxatie van waardevolle bezittingen (art. 4:146 lid 2 BW jo art. 674 Rv), het informeren van de erfgenamen over de uitoefening van zijn taak (art. 4:148 BW), het zorgvuldig bijhouden van de financiële administratie en nauwkeurige verslaglegging van de werkzaamheden, zodat na beëindiging van de taak deugdelijk rekening en verantwoording kan worden afgelegd (art. 4:151 BW).
Erfgenamen blijven samen of afzonderlijk bevoegd te handelen met toestemming van de executeur. Onafhankelijk van het takenpakket dat in een bepaald testament aan een executeur is gegeven, mogen erfgenamen gezamenlijk of afzonderlijk zorgen voor normaal dagelijks onderhoud en behoud van de nalatenschapsgoederen en zijn ze bevoegd tot handelingen die geen uitstel dulden (art. 3:170 lid 2 BW).
In de erfrechtpraktijk wordt vaak gesproken over het bestaan van drie soorten executeurs, ingedeeld naar zwaarte van hun opgaven en bevoegdheden en gesierd met één, twee of drie sterren. Deze driedeling is een idee afkomstig van een notaris, in 2001 beschreven in een essay, en is niet terug te vinden in de wet of jurisprudentie. De oude wet erfrecht, die in 2001 nog gold, kende de testamentuitvoerder zonder bezit en met bezit van de nalatenschap, de notariële praktijk ontwikkelde als derde variant de executeur-boedelberedderaar die in een testament de meest uitgebreide bevoegdheden kreeg. De boedelberedderaar naar oud erfrecht mocht niet verdelen. Een vergelijkbare driedeling is vanaf 2003 niet meer mogelijk, de huidige wet kent twee categorieën, de executeur met en zonder beheer. Als standaard is er de beheersexecuteur (art. 4:144 lid 1 en 4:145 lid 1 BW), gelijk te stellen met de oude executeur uit de derde categorie, aldus vaste jurisprudentie van de Hoge Raad. De terminologie met de drie sterren is echter tot het jargon van de notaris en de beroepsexecuteur gaan horen. Wil erflater een executeur benoemen, hoeft hij zich niet te houden aan een modelregeling van de notaris met de driedeling, de functie kan binnen het wettelijk kader flexibel worden ingevuld naar eigen normen, waarden en ideeën, toegesneden op de persoonlijke (familiaire) verhoudingen. Er zijn veel notarissen die een modelbepaling gebruiken voor het aanstellen van een driesterrenexecuteur in een testament met de bevoegdheid de nalatenschap te verdelen, maar er bestaat geen uiterste wilsbeschikking die deze mogelijkheid biedt, dus zulke testamentaire bepalingen zijn in beginsel nietig. Er is geen jurisprudentie van Gerechtshoven of Hoge Raad die dergelijke testamentaire bepalingen voor rechtsgeldig heeft verklaard.
Zijn bij testament nadere regels gegeven, verschillen zwaarte en omvang van de functie van executeur van geval tot geval, de door erflater gewenste bepalingen gelden uitsluitend in zijn nalatenschap. Er kunnen meerdere executeurs worden benoemd met deeltaken, elk met of zonder beheersbevoegdheid (art. 4:142 BW). Opgaven kunnen zijn het afwikkelen van de administratie, opzeggen van contracten, opheffen van socialemedia-accounts, beheer van een onderneming of vakantiehuis, zorgdragen voor de afgifte van legaten en legitieme portie, het te gelde maken van bezittingen om schulden te voldoen. Bij testament kunnen richtlijnen worden gegeven voor de gewenste manier van werken door de executeur en de gewenste houding van de erfgenamen, wat kan helpen onenigheid tussen de erfgenamen onderling en met de executeur te voorkomen. Testamentaire bepalingen mogen erfgenamen echter niet belemmeren in het uitoefenen van bevoegdheden die ze krachtens het erfrecht hebben en mogen niet strijdig zijn met de openbare orde, de goede zeden en dwingend recht (artt. 4:4, 4:44 en 4:45 BW). Doen ze dat wel, hebben ze slechts beperkte werking. Een notaris hoort het passeren van een akte met dergelijke bepalingen te weigeren (art. 21 lid 1 Wet op het notarisambt).
Bij auteurs noemt men degene die na overlijden de auteursrechten beheert de literair executeur. Deze kan bij testament de last opgelegd krijgen om onvoltooide werken te redigeren en uit te geven.

### Wettelijke grenzen
Bevoegdheden en taken van de executeur kunnen bij testament worden beperkt ten opzichte van de wet, maar niet worden uitgebreid. De wetgever wilde nadrukkelijk niet de mogelijkheid scheppen, dat de erflater een derde de bevoegdheid zou kunnen verlenen te beslissen in geschillen tussen deelgenoten van de erfgemeenschap, wetgever vond het ongewenst dat de rol die wetgever aan de rechter heeft toebedacht bij testament zou kunnen worden uitgeschakeld. Enkele wetsbepalingen over rechten van erfgenamen bij een executeur zijn van regelend recht en kunnen bij testament worden aangepast om een executeur meer armslag te geven (art. 4:147 lid 2 en 3 BW). Ook kan aan de executeur een testamentaire last worden opgelegd, deze last rust mede op de erfgenamen, zijn niet alle erfgenamen het eens over de manier waarop een executeur de last uitvoert, kan de voortgang stokken (art. 4:144 lid 1 en 4:130 lid 2 BW). Een last mag, net als andere testamentaire bepalingen, bevoegdheden die personen krachtens erfrecht met betrekking tot de nalatenschap hebben niet beperken en mogen niet in strijd zijn met de openbare orde, de goede zeden en dwingend recht (art. 4:45 BW), doen ze dat wel kan slechts beperkte werking worden toegekend.
Zijn door erflater bevoegdheden aan een executeur toegekend die verder gaan dan de wettelijke regeling voor de executeur maar binnen de wettelijke regeling van bewind passen, mag er van worden uit gegaan dat erflater wenste een bewind in te stellen en de executeur ook in de functie van bewindvoerder te laten werken met de wettelijke verplichtingen en bevoegdheden. Wordt in een testament het begrip "verdelen" gebruikt, kan worden aangesloten bij de wettelijke bevoegdheden die een bewindvoerder kreeg ter zake van de verdeling (4:170 BW). Verdergaande bevoegdheden in een testament voor een executeur of bewindvoerder, zoals het zelfstandig verrichten van verdelingshandelingen, passen niet binnen de wettelijke regeling van het testamentair bewind. Is een erfgenaam het er niet mee eens dat een executeur gebruik maakt van dergelijke buitenwettelijke bevoegdheden uit een testamentaire bepaling, kan de rechter worden gevraagd de betreffende beschikkingshandelingen voor nietig te verklaren. 
Als executeur kan erflater een erfgenaam benoemen, een financieel deskundige, notaris of advocaat met financiële vaardigheden of professioneel executeurskantoor, maar het kan ook iemand anders zijn. Enkele groepen personen zijn uitgezonderd. De erflater kan aan een executeur de bevoegdheid toekennen een of meer andere executeurs aan zich toe te voegen of in de plaats te stellen; ook kan een reserve-executeur benoemd worden en/of worden bepaald dat wanneer een executeur komt te ontbreken, belanghebbenden de kantonrechter kunnen verzoeken een vervanger te benoemen. Deze krijgt de bevoegdheden uit het testament, tenzij sprake is van onvoorziene omstandigheden die wijzigingen rechtvaardigen, de wijzigingen kunnen alleen door de rechter worden bepaald.
Om een goed of erfdeel voor een langere periode dan de afwikkeling te beschermen tegen verkwisting door een erfgenaam, of om bij minderjarigen te zorgen voor een goed beheer, kan een testamentair beschermingsbewind worden ingesteld.

### Voorrangsregels testament en wet
Bij verschillen tussen bepalingen in een testament en regels uit de wet, is het leidende principe dat bepalingen in een testament voorrang hebben op wettelijke regels van aanvullend recht en bepalingen in een testament moeten wijken voor wettelijke regels van dwingend recht (art. 4:44 BW). Er mogen bij leven geen afspraken worden gemaakt over een testament of de inhoud ervan, is dat wel gebeurd zijn de afspraken nietig. Bepalingen in een testament mogen personen niet belemmeren in hun vrijheid om bevoegdheden uit te oefenen, die hen krachtens het erfrecht met betrekking tot die nalatenschap toekomen (art. 4:4 BW).

### Juridische basis executeur
In de juridische literatuur wordt wel aangenomen dat een executeur werkt op basis van een quasi-overeenkomst van opdracht van erflater. Deze aanname voert tot de consequentie dat erfgenamen, die door de saisine regel in de voetsporen van erflater treden, de opdracht aan de executeur van erflater na overlijden door opzegging zouden kunnen beëindigen. Dat was niet de bedoeling van wetgever, aanstelling van een executeur of bewindvoerder is alleen mogelijk bij testament, het is in andere woorden een testamentair ambt. Een testament krijgt pas werking na overlijden, erfgenamen kunnen niet tornen aan de aanstelling van de executeur, behalve door verwerping van de nalatenschap. Dan zijn ze echter geen erfgenaam meer en de waarde van hetgeen ze krachtens testament zouden kunnen krijgen wordt op de legitieme in mindering gebracht. Erfgenamen kunnen wel een verzoek tot ontslag indienen als een executeur de wettelijke bevoegdheden te buiten gaat met een beroep op een ongeldige testamentaire bepaling.

## Voordelen, nadelen executeur
Belangrijk voordeel van een executeur met privatieve beheersbevoegdheid is dat direct na overlijden aan het werk kan worden gegaan, ook als nog niet alle erfgenamen bekend zijn. Ook kan sneller worden gehandeld omdat niet voor elke beslissing eenstemmigheid van alle erfgenamen nodig is. Tenslotte hoeft niet door de erfgenamen te worden vereffend als beneficiair is aanvaard en de executeur kan aantonen dat de nalatenschap ruimschoots voldoende is om alle schulden te voldoen (art. 4:202 BW).
Belangrijke nadelen zijn de veelal hoge kosten voor de nalatenschap bij een professionele executeur, de matige rechtsbescherming van erfgenamen die tijdens het beheer weinig juridische middelen hebben de executeur te corrigeren en de vaak matige kennis over de wettelijke bevoegdheden en verplichtingen van een executeur, waardoor deze zijn bevoegdheden vaak te buiten gaat, wat voor de executeur meer werk en een hogere opbrengst uit de nalatenschap meebrengt, ten nadele van erfgenamen en legatarissen.

## Aanvaarding, ontslag, einde functie
De benoeming als executeur volgt uit het testament, de executeur is meteen na overlijden bevoegd en kan direct aan het werk, maar er is geen verplichting te aanvaarden. Voor al dan niet aanvaarden hoeft men geen reden te geven en de beslissing is vormvrij. Een professioneel executeur waarmee de benoeming vooraf door erflater beroepsmatig is besproken, kan de functie niet zonder meer weigeren. Een erflater mag er in dat geval op vertrouwen dat de gekozen executeur geschikt is voor de opgaven en mag er in beginsel van uitgaan dat de executele op professionele wijze is geborgd. Aanvaarding van de benoeming kan informeel gebeuren, door het oppakken van werkzaamheden of een mail aan de erfgenamen, of formeel, bijvoorbeeld door ondertekening van een verklaring van aanvaarding. Is eenmaal aanvaard, formeel of informeel, kan de functie tussentijds alleen worden beëindigd door de kantonrechter en moeten de erfgenamen décharge verlenen. Voor uitvoering van bepaalde taken heeft de executeur een notariële verklaring van erfrecht of executele nodig, onder meer om te kunnen bewijzen dat hij gerechtigd is een bankrekening of hypothecaire lening op naam van de erven te zetten. Deze verklaring is geen vereiste voor aanvaarding van de functie. Met aanvaarding van de benoeming komen aan de executeur de bevoegdheden toe uit wet en testament en zijn de (eigendoms-)rechten van de erfgenamen in zoverre ingeperkt. Wordt niet aanvaard kan een vervanger worden benoemd als het testament daarin voorziet, zo niet is ofwel een testamentair bewindvoerder verantwoordelijk voor het beheer, ofwel de erfgenamen gezamenlijk.
De functie van executeur komt ten einde als alle opeisbare schulden zijn voldaan en alle lasten uitgevoerd. De executeur met beheersbevoegdheid moet het beheer aan de erfgenamen overdragen en terugtreden. De boedel moet juridisch worden vrijgeven, bij registergoederen middels notariële akte, feitelijk moeten zaken worden overgedragen die de executeur in bewaring heeft genomen zoals sleutels, papieren, administratie e.d.. Hij moet rekening en verantwoording aan de erfgenamen afleggen. Als er een bewindvoerder is vindt overdracht aan hem plaats. Hebben erfgenamen op enig moment aan de executeur de nodige middelen ter beschikking gesteld om schulden te voldoen, kunnen ze diens privatieve beheersbevoegdheid voor het overige beëindigen (4:150 lid 3 BW).

### Ontslag door kantonrechter
Bij problemen met de manier waarop een executeur zijn werk doet of bij de interactie met erfgenamen, kan tussentijds een verzoek tot ontslag van de executeur bij de kantonrechter worden ingediend (art. 4:149 lid 2 (jo. art. 4:149 lid 1, aanhef en onder f) BW). Dat heeft zin als objectief aantoonbaar is dat er gewichtige redenen zijn voor ontslag: hij heeft zich niet als 'goed executeur' gedragen, stelt geen deugdelijke boedelbeschrijving op, informeert de erfgenamen onvoldoende, schiet ernstig tekort in de uitvoering van overige taken of de vertrouwensband is ernstig verstoord. Algemene stellingen, subjectieve ervaringen of verwijten zonder onderbouwing worden door de rechter niet geaccepteerd, het gaat om concrete en objectieve bijzonderheden in een individuele zaak. Beoordeling vindt plaats van geval tot geval. Bij zaken voor de kantonrechter bestaat geen verplichte procesvertegenwoordiging door een advocaat, in erfrechtzaken vinden, net als in familiezaken, in de regel geen kostenveroordelingen van één partij plaats maar draagt ieder de eigen kosten. Ook de executeur kan een ontslagverzoek indienen, dat wordt meestal gehonoreerd, erfgenamen kunnen de kantonrechter verzoeken de executeur op te dragen binnen een bepaalde termijn na de beschikking tot ontslag deugdelijk rekening en verantwoording af te leggen. Als het testament er in voorziet kan in dezelfde procedure een vervangend executeur worden benoemd. 

### Executeur ontbreekt, er is geen bewind
Valt de executeur weg en is er geen bewind ingesteld, is de juridische situatie gelijk aan die dat geen executeur is benoemd. De erfgenamen kunnen en mogen de nalatenschap dan alleen gezamenlijk beheren en er over beschikken, waarbij niet het principe van de meerderheid geldt maar dat van de gezamenlijkheid of unanimiteit. Voor handelingen van gewoon beheer, tot behoud van de goederen en voor zaken die geen uitstel dulden is geen unaniem besluit nodig, dat kan zonder toestemming van de anderen door een of enkele erfgenamen worden gedaan. De erfgenamen kunnen gezamenlijk iemand machtigen het werk namens hen te doen, de volmacht-executeur of boedelgevolmachtigde. Dat kan een van de erfgenamen zijn of iemand anders. De taken en bevoegdheden die in deze situatie aan een gemachtigde worden gegeven en de tarieven die deze mag rekenen, kunnen de gezamenlijke erfgenamen vrij bepalen.

## Beloning executeur
Beloning van de executeur volgens de wet is 1% van het vermogen bij overlijden, ongeacht de hoeveelheid aan werk. Hier kan bij testament van worden afgeweken, er kan een hoger of lager percentage worden toegekend of een beloning die is afgestemd op de hoeveelheid werk. Wordt bij testament een beloning toegekend die is gerelateerd aan de hoeveelheid werk, kan de executeur volgens de rechtspraak niet alle kosten ten laste van de nalatenschapsboedel brengen, maar alleen de kosten die in redelijkheid zijn gemaakt, gelet op de toegedachte taak en de omvang en complexiteit van de betreffende nalatenschap. Om de nalatenschap te beschermen tegen het aanhouden van een bovenmatig uurtarief of tegen bovenmatig declaratiegedrag, kan deze norm in het testament worden opgenomen.
Wordt een notaris, accountant, advocaat of andere (vrije) beroepsuitoefenaar als executeur benoemd, dient deze bij berekening van het honorarium onderscheid te maken tussen werk waarvoor de eigen beroepskennis nodig is, waarvoor het in de beroepsgroep gebruikelijke tarief mag worden gerekend, en ander werk. Voor al het andere werk, zoals administratie, huurhuis leegruimen, abonnementen beëindigen of vermogensbeheer mag de nalatenschap alleen worden belast met het bij deze werkzaamheden passende tarief. Dit staat niet in de wet en moet dus in het testament worden geregeld. Neemt een executeur te hoge bedragen als beloning uit de nalatenschap moet door erfgenamen die het daar niet mee eens zijn worden geprocedeerd. De rechter houdt daar enkele algemene normen aan en kijkt naar de regeling in het testament.
Modelbepalingen van de notaris bevatten bijna altijd een regeling voor het loon van de executeur die de executeur veel vrijheid geeft, ten nadele van de erfgenamen. Wie de nalatenschap wil beschermen, kan in het testament de Recofa-richtlijn als voorbeeld nemen, van toepassing op vereffeningen van een nalatenschap. Deze kent voor beloning de volgende hoofdregel: de curator verdeelt de werkzaamheden zodanig over hemzelf, zijn kantoorgenoten en administratief medewerkers, dat de werkzaamheden tegen het laagst mogelijke uurtarief worden verricht. Er kan bij testament ook worden bepaald dat de executeur geen loon in rekening mag brengen, alleen kosten. De kantonrechter kan op grond van onvoorziene omstandigheden de beloning op een andere manier vastleggen dan bij testament is bepaald.

### Beginselen urenschrijven executeur
In de rechtspraak zijn enkele beginselen gegeven voor declaratie van het werk als executeur. Zo moet een notaris onder andere de kosten van de werkzaamheden afwegen tegen het nut dat de werkzaamheden voor de boedel hebben. Voorts mag bestede tijd die het gevolg is van fouten of inefficiënties van de executeur of diens medewerkers in het algemeen niet aan de erfgenamen in rekening worden gebracht. Om te kunnen toetsen of deze beginselen zijn aangehouden, dient de aard der werkzaamheden te worden gespecificeerd. Een urenspecificatie moet voor de erfgenamen controleerbaar zijn, algemene aanduidingen als 'overleg met de heer A' of 'bezoek aan advocaat' voldoen niet.

## Taken, bevoegdheden en verplichtingen executeur
De algemene wettelijke taken van de erfrechtelijk executeur zijn de nalatenschap te inventariseren, de goederen te beheren zoals dat gebruikelijk is en opeisbare schulden van de nalatenschap te voldoen (art. 4:144 lid 1, art. 4:145 tot en met 4:148 BW). Op grond van de Successiewet is de executeur verplicht de aangifte erfbelasting namens de erfgenamen te doen en de aanslag te betalen, de executeur is in dat geval hoofdelijk aansprakelijk voor de verschuldigde erfbelasting (art. 47 lid 1 Invorderingswet 1990). Doen de erfgenamen zelf aangifte, ligt de verplichting tot betaling bij de betreffende erfgenaam, niet bij de executeur, wel moet bij de verdeling rekening worden gehouden met deze betalingen door de erfgenamen want belastingschulden zijn nalatenschapsschulden. Wat als schulden van de nalatenschap moeten worden beschouwd is geregeld in artikel 4:7 BW, daar is ook een rangvolgorde vastgelegd. Legaten worden gezien als schuld van de nalatenschap, tenzij ze op een bepaalde erfgenaam rusten, maar zijn uitgezonderd van de voorrangsbepalingen. Zijn aan de executeur lasten opgelegd, gelden de verplichtingen ook voor de erfgenamen (art. 4:130 lid 2 BW).
Een executeur mag naar eigen inzicht beslissingen nemen maar deze moeten wel passen binnen de geldende juridische normen en kaders, het is dus een discretionaire bevoegdheid waarbij willekeur niet is toegestaan. Hij moet de belangen dienen van alle erfgenamen en schuldeisers en heeft daarbij de zorg van een 'goed executeur' te betrachten. Werkwijze en beslissingen moeten zoveel mogelijk in lijn liggen met de bedoelingen van erflater, deze kunnen in het testament staan, een aparte notariële akte of een codicil. Ook met andere uitdrukkelijk kenbaar gemaakte wensen en aanwijzingen moet rekening worden gehouden (vgl. art. 7:402 BW). Van de executeur wordt verwacht moeilijkheden, wrijvingen en wantrouwen zoveel mogelijk binnen grenzen te houden. Mocht een executeur plichten schenden of bevoegdheden overschrijden kan dat onrechtmatig zijn tegenover erfgenamen of schuldeisers wat hen het recht geeft schadevergoeding te vorderen, ook kunnen rechtshandelingen daardoor onbevoegd zijn verricht, wat het mogelijk maakt de gevolgen door de rechter terug te laten draaien. Een deeltaakexecuteur kan alle bevoegdheden krijgen van de beheersexecuteur maar mag deze dan alleen binnen het deeltaakgebied uitoefenen.
Aard en omvang van het werk zijn afhankelijk van het testament, de grootte en ingewikkeldheid van de nalatenschap, het aantal erfgenamen en legatarissen, of een beroep op de legitieme portie wordt gedaan of er bedrijfsactiviteiten, grote beleggingen, internationale aspecten, een kunstcollectie of historische erfgoederen zijn.
Een testamentaire bepaling die een executeur bevoegdheden geeft die erfgenamen belemmeren in de uitoefening van bevoegdheden die ze op grond van het erfrecht hebben of in strijd zijn met de openbare orde, de goede zeden of dwingend recht, moeten voor nietig worden gehouden (artt. 4:4, 4:44 jo 4:182 BW). De nietigheid moet bij de rechter worden ingeroepen.
Een executeur mag niet verdelen, is deze bevoegdheid opgenomen in een testament voor de executeur moet deze voor nietig worden gehouden. Er kan wel gekeken worden of bevoegdheden in een testament die niet binnen het wettelijk takenpakket van de executeur vallen, binnen de wettelijke bevoegdheden voor een testamentair bewind vallen. Dan mogen ze worden geconverteerd in een geldige bepaling voor een testamentair bewindvoerder binnen een testamentair bewind. Deze mag weliswaar niet zelfstandig verdelen maar heeft wel de bevoegdheid een vordering tot verdeling bij de rechter in te stellen, een recht dat volgens het vermogensrecht normaal gesproken alleen de deelgenoten (in dit geval de erfgenamen) toekomt. Ook mag met toestemming van de erfgenamen of machtiging van de kantonrechter worden meegewerkt aan de verdeling (art. 4:170 BW).

### Situatieve beschikkingsbevoegdheid
Een executeur kan zelfstandig juridisch 'beschikken' als dat nodig is voor het betalen van schulden, de nakoming van opgelegde testamentaire lasten of voor de normale exploitatie van goederen die onder zijn beheer staan, aldus vaste jurisprudentie van de Hoge Raad. Afhankelijk van de bepalingen in het testament is vooraf overleg met de erfgenamen nodig, moet bij meningsverschil een beschikking van de kantonrechter worden afgewacht en/of is toestemming nodig. Gaat het om andere beschikkingshandelingen is de executeur niet zelfstandig bevoegd en is toestemming en medewerking van alle erfgenamen vereist. Is bij testament aan de executeur een verdergaande beschikkingsbevoegdheid toegekend, moet deze bepaling daarom voor ongeschreven worden gehouden, ter beoordeling van de rechter.
Er moet steeds per situatie worden bekeken of er bevoegdheid is voor een bepaalde rechtshandeling, aan de hand van de gegeven omstandigheden. Leegruimen van een woning valt binnen de bevoegdheid van een executeur als de woning door erflater was gehuurd, de huur moet worden opgezegd en de woning leeg opgeleverd. De goederen moeten dan worden opgeslagen of met toestemming van alle erfgenamen verkocht of verdeeld. Was de woning eigendom van erflater en moet deze niet verkocht, mag de executeur deze niet leegruimen zonder toestemming van alle erfgenamen. Een verbouwing nodig om schade van een gesprongen waterleiding te herstellen kan tot de bevoegdheden horen, een verbouwing om een pand in de nalatenschap op te knappen voor verkoop, niet. Verricht een executeur tegen deze regel een beschikkingshandeling, waaronder ook een handeling tot verdeling van de nalatenschap valt, handelt hij in strijd met zijn verplichting zich te gedragen als een goed executeur, wat een onrechtmatige daad tegenover de erfgenamen kan betekenen. Tevens moet de executeur dan onbevoegd worden geacht deze beschikkingshandeling te verrichten, een door de executeur gesloten koopovereenkomst en eventuele levering is dan nietig.
Bij levering van een registergoed moet de notaris controleren of de executeur bevoegd was de betreffende zaak te verkopen en of eventueel benodigde toestemming door alle erfgenamen is vereist. Zo niet kan de passerend notaris tuchtrechtelijk berispt worden als hij medewerking verleende aan de levering of registratie van de koopovereenkomst bij het kadaster. Onder omstandigheden ontstaat zo voor de notaris aansprakelijkheid op grond van een onrechtmatige daad tegenover erfgenamen en koper. 
Het is niet altijd eenvoudig te bepalen of een executeur in een bepaalde situatie bevoegd is een rechtshandeling zelfstandig te verrichten, ook rechters kunnen over dezelfde situatie een verschillende mening hebben. Daarom wordt in de literatuur het standpunt verdedigd dat het de notaris niet te moeilijk moet worden gemaakt.

### Uitvaart
Het lichaam van overledene of de as na crematie maakt geen deel uit van de nalatenschap, het regelen van de lichaamsverzorging, wake of uitvaart valt daarom niet binnen het takenpakket van de executeur, evenmin bestaat hier een wettelijke opgave voor de erfgenamen. De uitvaart kan vanaf 2003 niet meer bij testament worden geregeld, alleen in een handgeschreven, gedagtekend en ondertekend document (codicil) of bij gewone notariële akte.
Het notariaat, de erfrechtelijke literatuur en modellenboeken lopen achter bij de wetgeving, er wordt nog vaak gesproken over een begrafenisexecuteur terwijl deze er naar huidig recht niet is. Spreekt een testament over een uitvaart- of begrafenisexecuteur is die bepaling ongeldig maar mag er van worden uitgegaan dat erflater aan de executeur, of aan de bij testament genoemde persoon de last wilde opleggen de uitvaart te regelen (art. 3:42 BW jo 4:130 BW). Een last voor de executeur geldt automatisch voor alle erfgenamen zodat iedereen het eens moet zijn over de manier waarop de last wordt uitgevoerd.
De wettelijke regels voor de uitvaart vindt men grotendeels in de Wet op de Lijkbezorging (Wlb) en het daarbij horende Besluit. Hier spelen de nabestaanden een belangrijke rol, onder dit begrip vallen zowel (naaste) bloedverwanten, een levenspartner als goede vrienden. De wet geeft als hoofdregel dat de uitvaart moet worden geregeld overeenkomstig de wensen van overledene (art. 18 lid 2 Wlb), het niet volgen van de regels is strafbaar (art. 80 Wlb).
De persoon die opdracht geeft voor de begraving of crematie en daarvoor bij de gemeente verlof vraagt, is als enige verantwoordelijk voor een goede afloop (art. 18 lid 1, lid 2 Wlb). Een ieder kan opdracht voor de uitvaart geven, deze persoon is tegenover derden aansprakelijk voor voldoening van de facturen. Een executeur heeft de bevoegdheid de kosten rond de uitvaart bij voorrang uit de nalatenschap te voldoen en daarvoor zo nodig goederen uit de nalatenschap te gelde te maken (art. 4:7 lid 1 onder b BW jo art. 4:7 lid 2 onder 1° BW).

## Executeur en afwikkelingsbewindvoerder
Het hoort niet tot de bevoegdheden van de executeur de nalatenschap verder verdeelklaar te maken dan zijn taken meebrengen of om deze te verdelen. Dat kan alleen als alle erfgenamen daarmee instemmen of daarvoor een volmacht geven. Wil men een testamentair functionaris met bevoegdheden in de fase nadat de executeur zijn werkzaamheden heeft afgerond, kan een testamentair bewind in het gemeenschappelijk belang van alle rechthebbenden worden ingesteld voor de duur van de afwikkeling en een afwikkelingsbewindvoerder worden benoemd (art. 4:153 jo 4:167 lid 3 BW). Voor deze vorm van testamentair bewind gelden de minste beperkingen op de zeggenschap van erfgenamen van de drie mogelijke bewindsvormen.
Is een bewind ingesteld, kan de executeur worden aangewezen als uitvoerder daarvan, maar bij het bewindvoerderschap bepaalt de uiterste wilsbeschikking 'testamentair bewind' de bevoegdheden en verplichtingen en deze verschillen wezenlijk van die van de executeur. De bevoegdheden en verplichtingen van de verschillende functies mogen niet kruislings of naar willekeur worden ingezet, ze mogen alleen worden gebruikt in de uitoefening van de betreffende functie en voor het doel waarvoor ze zijn gegeven. De bevoegdheden van de executeur dienen een voortvarende aanpak in de eerste fase van de afwikkeling, zo nodig zelfstandig uit te oefenen als vertegenwoordiger van de erfgenamen. De testamentair (afwikkelings-)bewindvoerder voert het beheer in het gemeenschappelijk belang van de erfgenamen, lopen de belangen uiteen kan alleen beheerd en afgewikkeld worden met toestemming van alle rechthebbenden of vervangende toestemming van de rechter, of kan de bewindvoerder zelfstandig een vordering tot verdeling bij de rechter instellen.
Bij het werk in de dubbelfunctie van executeur en afwikkelingsbewindvoerder kan het daarom zijn, dat voor eenzelfde soort handeling andere regels gelden, afhankelijk van het kader waarbinnen het werk wordt gedaan. Taxatie en verkoop van een woning om schulden te voldoen is werk in de hoedanigheid van executeur, of erfgenamen inspraak hebben of toestemming moeten geven wordt bepaald door de regels voor de executeur in wet en testament (afdeling 5.6 Boek 4 BW). Taxatie van een woning om de boedel verdeelklaar te maken hoort tot de bevoegdheid van een afwikkelingsbewindvoerder, de te volgen regels zijn die van het testamentair bewind in een gemeenschappelijk belang (afdeling 5.7 Boek 4 BW). Het is gebruikelijk dat eerst in de functie van executeur wordt gewerkt, daarna als afwikkelingsbewindvoerder maar enige overlap is onvermijdelijk. Zodra in de rol van bewindvoerder wordt gewerkt geldt de executele als beëindigd en daarmee de privatieve beheersbevoegdheden van de executeur. 
Een erfgenaam heeft geen rechtsmiddelen tegen de aanstelling van een persoon als executeur en het aanwijzen van dezelfde persoon als bewindvoerder ter uitvoering van een bij uiterste wilsbeschikking ingesteld testamentair bewind. Bij volwassen erfgenamen die hun vermogensrechtelijke belangen kunnen behartigen en de nalatenschapsgoederen verantwoord kunnen beheren, kan wel de vraag worden gesteld of inperkingen van hun eigendomsrechten, als  grondrecht beschermd, op deze manier mogelijk is. Het Europees Verdrag voor de Rechten van de Mens schrijft in artikel 1 van het Eerste Protocol voor dat beperkingen op de uitoefening van eigendomsrechten alleen zijn toegestaan op grond van nationale wetgeving uitgevaardigd in het algemeen belang. Verschil van mening onder deelgnoten in een erfgemeenschap zag het Gerechtshof ’s-Hertogenbosch in 2021 niet als geldige reden voor het voortbestaan van een testamentair bewind.
Is een erfgenaam legitimaris, kan de erfenis worden verworpen en een beroep worden gedaan op de legitieme portie, daarop wordt dan niet de vermindering toegepast die geldt voor verwerping als er alléén een executeur is. Men is dan echter geen erfgenaam meer en heeft geen zeggenschap over de nalatenschap.

## Rechtsgeldigheid "driesterrenexecuteur"

### Standpunt notariaat en executeurs
Binnen het notariaat, de executeursbranche en de nalatenschapsplanning wordt graag gewerkt met een testamentaire modelregeling voor de zogenaamde "driesterren-executeur" of "turbo-executeur", een synthese van de uiterste wilsbeschikkingen executeur en testamentair bewind, aangevuld met buitenwettelijke bevoegdheden voor de bewindvoerder. Ontwerper en vooraanstaand bepleiter van de constructie is toenmalig notaris, thans professioneel adviseur estate planning en deeltijd-hoogleraar Sucessierecht Bernard Schols, die sinds 1999 over deze constructie publiceert en het model als "afwikkelingsbewindvoerder" beschrijft in een dissertatie uit 2007. Doel van de constructie is erfgenamen monddood te maken door als het ware een deken over de nalatenschap te leggen die hun wettelijke rechten doet verstikken, aldus Schols in het artikel waar hij de modelregeling aan vakgenoten voorstelt. Met het model wordt juridisch gesimuleerd dat erflater na overlijden nog zeggenschap over de nalatenschap heeft bij monde van de bewindvoerder.
Volgens de theorie van Schols kan de 'turbo-executeur' als vertegenwoordiger van overledene het commando over de afwikkeling van de nalatenschap voeren wanneer dat de nadrukkelijk wens van erflater is en dit in duidelijke bewoordingen in een testament is opgenomen. De notaris kan volgens Schols op papier een erfrechtelijke driesterrengeneraal creëren die met zeer zwaar geschut tegen de wil van erfgenamen en zonder rechterlijke machtiging over hun eigendommen gaat beschikken en de nalatenschap zelfstandig zal verdelen. Schols spreekt in zijn dissertatie van dual-ownership tussen erfgenamen en de overleden erflater. Tegelijkertijd geeft Schols aan dat zijn modelregeling niet onder te brengen is bij een van de uiterste wilsbeschikkingen die de wet kent en dat er geen zakelijke werking aan toekomt. Terwijl de dwingendrechtelijke regeling van het erfrecht erfgenamen direct bij overlijden van rechtswege tot opvolgend (mede-)eigenaar van de onverdeelde nalatenschap maakt, geeft Schols de afwikkelingsbewindvoerder met uitsluiting van de erfgenamen volledige zeggenschap gedurende de hele afwikkeling en verdeling, tot deze rekening en verantwoording heeft afgelegd. Men noemde dit binnen het notariaat in 2004 de wonderbaarlijke bevoegdheden van de turbo executeur.
Schols vond inspiratie in het Duitse erfrecht waar de Testamentsvollstrecker zulke vergaande bevoegdheden kan krijgen op basis van een in Duitsland bestaande wettelijke uiterste wilsbeschikking die het Nederlandse erfrecht niet (meer) kent: aanwijzingen geven voor de verdeling en een derde op te dragen deze bepalingen ten uitvoer te leggen. Schols koos als uitdaging voor zijn dissertatie-onderzoek, manieren te vinden de Duitse wettelijke mogelijkheden naar de Nederlandse notariële praktijk te transponeren via het Germania docet principe. Conclusie in het proefschrift is dat import van Duitse wetgeving buiten het Nederlandse parlement om kan plaatsvinden door Duitse uiterste wilsbeschikkingen in een Nederlands testament op te nemen, deze zouden dan op grond van artikel 4:171 lid 1 BW rechtsgeldigheid kunnen toekomen bij afwikkeling van de betreffende nalatenschap.
In 2004 dacht 60% van de notarissen dat de constructie rechtsgeldig is. De rechtbank Den Haag bepaalde in 2006 in een ongepubliceerde uitspraak dat erflater een testamentair bewindvoerder zelfstandige beschikkingsbevoegdheid mag verlenen. Het vonnis steunt op een advies van de Koninklijke Notariële Beroepsorganisatie, een getuigenverklaring van de betrokken notaris en een buiten het verband geciteerd stukje tekst uit de parlementaire geschiedenis waar ook het model in Schols' dissertatie op leunt.
Onder notarissen is het in het algemeen gangbaar zelfbedachte constructies te gebruiken als bepalingen in een overeenkomst of testament die zo niet in de wet staan, of zelfs tegen de wet of vaste jurisprudentie ingaan. Motivatie voor het uitdenken van eigen constructies is het bestaan van een behoefte in de maatschappij, of soms notarieel eigenbelang. In de testamentenpraktijk bestaat een lange traditie bevoegdheden voor een executeur op te nemen die verder gaan dan de wet, vaak ook tegen de achtergrond dat een medewerker van het notariskantoor tot executeur wordt benoemd. Sinds het ontwerp erfrecht van 1823 worden er discussies over gevoerd. Ook over de rechtsgeldigheid van een afwikkelingsbewind waar aan de bewindvoerder de zelfstandige bevoegdheid te verdelen wordt toegekend, bestaat verdeeldheid en discussie, de uitspraak van de Rechtbank Den Haag roept vragen op. Uit de parlementaire geschiedenis blijkt namelijk dat de wetgever andere standpunten heeft ingenomen dan Schols in zijn dissertatie en artikelen noemt en het standpunt dat een testamentaire bepaling de werking van de eigendomsrechten van erfgenamen tijdelijk kan opschorten botst met de wettelijke saisine regel.
Niet alle notarissen gebruiken de constructie en wordt een verdeling tot stand gebracht zonder toestemming van alle erfgenamen is niet elke notaris bereid een akte van verdeling op te stellen.

### Wetgeving en wetsgeschiedenis
Van oudsher waakt men in Nederland voor een te grote macht van de testamentair executeur vanwege het misbruik dat er van kan worden gemaakt. Bij behandeling van de ontwerpen voor het huidige erfrecht wilde wetgever de vergaande bevoegdheden van de Duitse Testamentsvollstrecker expliciet niet in de Nederlandse wetgeving opnemen. De minister gaf aan, de executeur niet te zien als uitvoerder van uiterste wilsbeschikkingen, zoals de Duitse wettekst bepaalt en het oude Nederlandse erfrecht de functie omschreef.
Per datum invoering van het nieuwe erfrecht maakte wetgever het onmogelijk, het bezit van de nalatenschap in handen van een derde te leggen (art. 133 Overgangswet). Bij de parlementaire behandeling van het huidige erfrecht is er in het parlement en onder erfrechtsgeleerden over gediscussieerd, of bij uiterste wilsbeschikking een derde de bevoegdheid kan worden gegeven te beslissen bij meningsverschillen onder erfgenamen of te beschikken over hun eigendommen bij de verdeling, daar wilde de wetgever nadrukkelijk niet aan. Anders dan in Duitsland legde de Nederlandse wetgever deze bevoegdheden bij de rechter en opteerde niet voor de mogelijkheid dat de rechter bij testament kon worden uitgeschakeld.
Wetgever heeft herhaald en in duidelijke bewoordingen tot uitdrukking gebracht dat onder testamentair bewind het beheer van de onder bewind gestelde goederen moet worden verstaan, ook in het kamerstuk waar het citaat van Schols en de rechtbank Den Haag vandaan komt (Kamerstukken II, vergaderjaar 1991-1992, 17 141, nr. 9, p. 17). Binnen de context van het hele kamerstuk gelezen voert het citaat van Schols tot de conclusie een bewindvoerder bij testament de bevoegdheid kan worden gegeven zelfstandig te beschikken voor zover dat als beheersdaad kan worden opgevat, wat is gerelateerd aan de vorm van het bewind en de omvang en ingewikkeldheid van de nalatenschap. De promotor van Schols, professor Martin Jan van Mourik leest de wetsgeschiedenis in deze zin, de bij testament toegekende bevoegdheden moeten binnen de grenzen van de rechtsfiguur 'bewind' blijven.
Artikel 4:171 BW biedt erflaters de mogelijkheid bij testament de bevoegdheden en verplichtingen van een testamentair bewindvoerder ruimer of minder ruim vast te stellen, maar de testamentaire regels zijn slechts rechtsgeldig voor zover de rechten van degenen aan wie de goederen toebehoren niet worden beperkt. Een bewind in een gemeenschappelijk belang kan alleen over een gemeenschap gevoerd worden zolang de belangen van rechthebbenden niet uiteen lopen want bij tegenstrijdige belangen kan de bewindvoerder zijn taak niet meer uitvoeren met de zorg van een goed bewindvoerder (in een gemeenschappelijk belang). Schiet hij daarin toerekenbaar te kort, is hij aansprakelijk te houden voor eventuele daaruit voortvloeiende schade (art. 4:163 BW). Voor deze situatie kreeg de testamentair bewindvoerder de bijzondere wettelijke bevoegdheid bij de kantonrechter plaatsvervangend machtiging te vragen bij ontbreken toestemming erfgenaam en een vordering tot verdeling in te stellen (art. 4:170 lid 1 BW).
Het Gerechtshof Den Bosch bepaalde in 2020 dat beheer van een nalatenschap impliceert dat een testamentair bewindvoerder zich niet als heer en meester over andermans eigendommen mag gedragen en de Hoge Raad bepaalde in 2015 dat aan testamentaire bepalingen slechts een beperkte werking kan worden toegekend voor zover ze de bevoegdheden van erfgenamen krachtens erfrecht inperken, ook het oude recht leidde tot nietigheid van rechtshandelingen die de strekking hadden een persoon te belemmeren in zijn vrijheid om zijn erfrechtelijke bevoegdheden uit te oefenen.:rov. 3.2. 

## Rechtspositie erfgenamen
Zodra de executeur de benoeming heeft aanvaard begint een fase van de afwikkeling waarin een executeur die het beheer over de nalatenschap mag voeren als vertegenwoordiger van de erfgenamen, bepaalde wettelijke bevoegdheden heeft en verantwoordelijkheden draagt. Doel van de wettelijke bevoegdheden voor de executeur is zowel bescherming van de nalatenschap als bescherming van de schuldeisers. Zodra alle schulden zijn voldaan vervallen de bijzondere bevoegdheden van de executeur die verbonden zijn aan de beheersfunctie. (art. 4:149 BW). Bepaalde rechten van de (andere) erfgenamen zijn gedurende de executele ingeperkt maar de inperkingen gaan niet zover dat erfgenamen langs de zijlijn moeten staan (art. 4:145 lid 1 BW).
Erfgenamen mogen met medewerking van de executeur over nalatenschapsgoederen of hun aandeel daarin beschikken in de betekenis van goederenrechtelijk beschikken, ofwel vervreemden en bezwaren. Weigert een executeur toestemming en lijkt dat onterecht, kan de kantonrechter om plaatsvervangende machtiging voor de werkzaamheden worden gevraagd. Tot andere beschikkingshandelingen zijn de erfgenamen gezamenlijk zonder medewerking van de executeur bevoegd en ze kunnen overeenkomsten sluiten, maar nog niet effectueren. Omdat erfgenamen eigenaar van de erfenis zijn mogen ze op grond van het vermogensrecht zonder toestemming van de executeur alles doen wat nodig is voor gewoon onderhoud of behoud van nalatenschapsgoederen en mogen ze  handelingen verrichten die geen uitstel kunnen lijden, daaronder beschikkingshandelingen (art.3:170 BW). Dit recht komt iedere erfgenaam zelfstandig toe. Mocht een executeur deze opgaven verwaarlozen kunnen erfgenamen hem dat niet tegenwerpen als ze zelf niets hebben gedaan.
Erfgenamen kunnen voldoende middelen ter beschikking stellen aan de executeur om opeisbare schulden te voldoen, dat kan ook een lening zijn, en zijn beheersbevoegdheid voor het overige beëindigen (art. 4:150 lid 3). De beheersbevoegdheid dient er toe zeker te stellen dat de boedel kan worden ingezet om schulden te voldoen en deze beschermingsmaatregel is niet meer nodig. De executeur kan verder werken maar zonder de bijzondere wettelijke bevoegdheden van artikel 4:145 BW die de eigendomsrechten van de erfgenamen inperken.
De wet bepaalt dat de executeur in overleg treedt met de erfgenamen wanneer hij goederen moet verkopen om schulden te voldoen maar dit kan door erflater anders worden geregeld. Ook kan erflater bepalen dat de executeur in die situatie toestemming nodig heeft van alle erfgenamen, of een deel er van. Is een erfgenaam het niet eens is met de te gelde making, moet de executeur hem de gelegenheid geven de kantonrechter om een beslissing te vragen.
Gaat een executeur zijn bevoegdheid te buiten en laat hij geen zakelijke discussie toe, is van belang het gedrag zoveel mogelijk te documenteren. Bijvoorbeeld in een gesprek met de executeur waarvan een bespreekverslag ter goedkeuring aan de executeur wordt gestuurd. Op basis van bewijsbare feiten kan bij de kantonrechter ontslag worden gevraagd, in die procedure vindt meestal een bemiddelingspoging plaats waar op aanwijzing van de kantonrechter nadere afspraken kunnen worden gemaakt, zo nodig onder aanhouding van de zaak. Ook kan achteraf worden geweigerd bepaalde werkzaamheden en kosten die in rekening worden gebracht te accepteren als het werk buiten de bevoegdheden viel.

### Verdeling werkzaamheden
Trekt een executeur werk naar zich toe dat ook zelfstandig door erfgenamen mag worden gedaan en geven erfgenamen aan dat werk te willen doen, kan achteraf worden geweigerd de betreffende werkzaamheden door de executeur te vergoeden. Het gaat om werk dat erfgenamen zelfstandig zonder toestemming van de executeur mogen verrichten, of om werk dat met toestemming van de executeur mag worden verricht en waarvoor de executeur ten onrechte toestemming weigert. Er moet dan kunnen worden aangetoond dat erfgenamen zich bereid hebben verklaard de werkzaamheden zelf te verrichten en ze zich daarvoor beschikbaar hebben gesteld.
De executeur moet aan een erfgenaam alle door deze gewenste inlichtingen omtrent de uitoefening van zijn taak geven. Een executeur wiens bevoegdheid tot beheer van de nalatenschap is geëindigd, is verplicht aan degene die na hem tot het beheer bevoegd is, of aan de erfgenamen, rekening en verantwoording af te leggen, op de wijze als voor bewindvoerders is bepaald. Dat betekent niet alleen dat de administratie wordt aangeboden, maar ook dat de erfgenamen een mening kunnen geven over vervulling van zijn taken. Als erfgenamen menen dat een executeur zich niet goed heeft gedragen, onnodig werk heeft verricht of buitensporig heeft gedeclareerd, kan décharge worden geweigerd. Komt men er onderling niet uit, beslist de kantonrechter.

### Grondrecht erfgenamen op ongestoord genot van eigendom
Bij overlijden gaan alle rechten en verplichtingen van erflater direct over op de erfgenamen, zij treden in diens rechtspositie zoals deze bij overlijden was (art. 4:182 BW), behoudens rechten en verplichtingen die door overlijden teniet zijn gegaan. De erfgenamen zijn daarom ook direct na overlijden beschermd door het grondrecht op ongestoord genot van eigendom. Testamentaire bepalingen mogen niet in strijd zijn met algemeen aanvaarde, fundamentele beginselen van openbare orde, de goede zeden of met wettelijke bepalingen van dwingend recht (artt. 4:44 en 45 BW). De Hoge Raad bepaalde dat een testamentaire bepaling die erfgenamen belemmert in de uitoefening van grondrechten als strijdig met de goede zeden moet worden beschouwd en voor nietig gehouden. Neemt een notaris zulke bepalingen op in een testamentaire akte, kan strijd met de beroepsregels bestaan. Verder mogen testamentaire bepalingen  personen niet belemmeren in hun vrijheid bevoegdheden uit te oefenen die ze krachtens het erfrecht hebben. Denkt een erfgenaam dat een testamentaire bepaling betreffende de bevoegdheden van een executeur of executeur-afwikkelingsbewindvoerder om deze reden mogelijk niet rechtsgeldig is, kan de rechter om een oordeel worden gevraagd.

### Verwerpen erfdeel en beroep op legitieme portie
Als een legitimaris bezwaren heeft tegen het aannemen van een nalatenschap waarbij een executeur is aangesteld, zijn er geen rechtsmiddelen. De enige mogelijkheid is de nalatenschap te verwerpen en een beroep te doen op de legitieme portie. Dat heeft als nadeel dat men geen erfgenaam is, maar slechts een vordering heeft op de erfgenamen. Men kan niet meebeslissen over afwikkeling en verdeling van de erfenis. Verder is bij wet een sanctie gesteld op verwerping door een legitimaris als er een executeur is, het bedrag waarop men recht had op grond van het testament, wordt in mindering gebracht op het bedrag van de legitieme portie (art. 4:72 BW). Er blijft dan vaak niets over. Dat geldt ook voor de legitimaris die kind van overledene is. Is aan de executeur een last opgelegd, of is er een testamentair bewind ingesteld, geldt de vermindering niet.

## Executeur als beroep
Het beroep van executeur en het voeren van de beroepsnaam is niet wettelijk gereglementeerd, er zijn geen algemene eisen voor vakbekwaamheid, kwaliteit, goed gedrag of onafhankelijkheid, er bestaat geen algemene geheimhoudingsplicht of verzekeringsplicht voor beroepsaansprakelijkheid, er is geen landelijke onafhankelijke klachteninstantie en het beroep mag worden uitgeoefend zonder passende opleiding. Begrippen als register executeur, gecertificeerd executeur of beëdigd executeur hebben juridisch inhoudelijk dus geen betekenis, het zijn geen officiële titels of keurmerken. Er zijn twee branche-organisaties waarbij een ieder zich kan aansluiten na het volgen van enkele dagen cursus over het notarieel erfrecht, één organisatie verplicht de leden een beroepsaansprakelijkheidsverzekering af te sluiten en een gedragscode te ondertekenen, met als enige sanctie beëindiging van het lidmaatschap. Het is mogelijk dat iemand uit een gereglementeerde beroepsgroep werkzaam is als executeur en zo aan regels van de beroepsgroep is gebonden, zoals een registeraccountant, advocaat of notaris. De afwikkeling van een nalatenschap kent geen wettelijke regels en beroepsregels geven hier nauwelijks houvast. Dit klemt temeer wanneer belangen van executeur en erfgenamen tegenover elkaar staan, zoals bij het declareren van een vergoeding voor eigen werk of het gebruik van bevoegdheden zonder toestemming van de erfgenamen.

## Wettelijke eisen voor vermogensbeheer
Het beroepsmatig aanbieden van dienstverlening als beheersexecuteur (tweesterrenexecuteur) omvat veelal individueel vermogensbeheer in de zin van de Wet op het financieel toezicht (Wft). Daar wordt de vermogensbeheerder gedefinieerd als "degene die een individueel vermogen beheert". Om te kunnen spreken van individueel vermogensbeheer, moet in het testament door de erflater aan de executeur de bevoegdheid zijn gegeven zelf alle keuzes te mogen maken. Mogen de erfgenamen ook keuzes maken, is in de zin van de Wft sprake van advisering. Om deze vormen van financiële dienstverlening beroepsmatig aan te mogen bieden, moet aan bepaalde eisen van vakbekwaamheid worden voldaan en is een vergunning nodig. Mensen die een testament willen maken met een beheersexecuteur, kunnen in het register financiële dienstverleners van de Autoriteit Financiële Markten (AFM) nakijken welke bedrijven of personen over de vereiste vergunning beschikken. Sommige aanbieders stellen een (te verwachten) minimumvermogen als eis om de taak op zich te nemen. Stellen erfgenamen na overlijden vast dat een benoemd beheersexecuteur niet over de vereiste financiële vakbekwaamheid en/of vergunning beschikt, kan ontslag bij de Kantonrechter worden verzocht. 

## Trivia
- In 1789 vorderde de Amerikaanse executeur Alexander Chisholm voor de nalatenschap van Robert Farquhar een bedrag terug van de staat Georgia en bracht de zaak uiteindelijk voor het Hooggerechtshof. De staat Georgia bestreed de bevoegdheid van het Hof. Dat voerde tot het eerste mijlpaal-vonnis van het Hof: Chisholm vs Georgia.
- Tot 1957 mochten getrouwde vrouwen niet als executeur worden aangewezen (art.4:1053 oud BW).[107]
- In 1973 schreef de Amsterdamse notaris Klaes Abma, die tijdens de bezetting door Nazi-Duitsland bij het verzetsblad Vrij Nederland werkte, een notariële detective: "De hond was executeur", het boek werd in 1974 verfilmd.[108]